# Henry Woodlock
Henry Woodlock OSB (* um 1250 in Marwell; † 29. Juni 1316 in Farnham Castle) war ein englischer Ordensgeistlicher. Als einziger Prior des Kathedralpriorats von Winchester stieg er 1304 oder 1305 zum Bischof von Winchester auf.

## Herkunft und Aufstieg als Mönch
Henry Woodlock stammte aus einer Freibauernfamilie aus Hampshire, die seit dem 11. Jahrhundert ihren Landbesitz von den Bischöfen von Winchester gepachtet hatte. Vermutlich trat Henry als junger Mann in das Kathedralpriorat von Winchester ein, wo bereits sein älterer Verwandter Nicholas of Marwell, der wahrscheinlich sein Onkel war, als Mönch lebte. Erstmals erwähnt wird Woodlock im Oktober 1293, als er als Anwalt den Prior und das Kapitel in einem Rechtsstreit gegen den Rektor von Chilcombe in Hampshire vertrat. Nach dem Tod des Priors William of Basing wurde Woodlock vom Kapitel am 6. Juni 1295 zu einem der sieben Mönche bestimmt, die den neuen Prior wählen durften. Noch am selben Tag wurde er zum Prior des Kathedralpriorats gewählt. 

## Prior von Winchester
Um die Kosten eines Krieges mit Frankreich aufzubringen, belegte König Eduard I. die Einkünfte des Klerus mit hohen Steuern. Diese ließ er 1295 und 1297 von Parlamenten beschließen, in die auch Woodlock als Prior berufen wurden. Durch die Steuern wurden auch die Einkünfte des Kathedralpriorats von Winchester stark belastet, das sich schon vor Woodlocks Amtsantritt als Prior in einer schwierigen finanziellen Lage befunden hatte. Dazu diente Woodlock als einer der drei Verwalter der Diözese Winchester, als Bischof John de Pontoise von 1296 bis 1298 als Gesandter des Königs im Ausland tätig war. 1299 übertrug Bischof Pontoise dem Priorat die Einkünfte des Rektorats von Wootton St Lawrence in Hampshire, damit der Prior die Kosten für die Beleuchtung der Kathedrale und für die Bewirtung von Gästen aufbringen konnte. Im Gegenzug sollten die Mönche eine tägliche Messe für das Seelenheil des Bischofs feiern.

## Bischof von Winchester

### Wahl zum Bischof

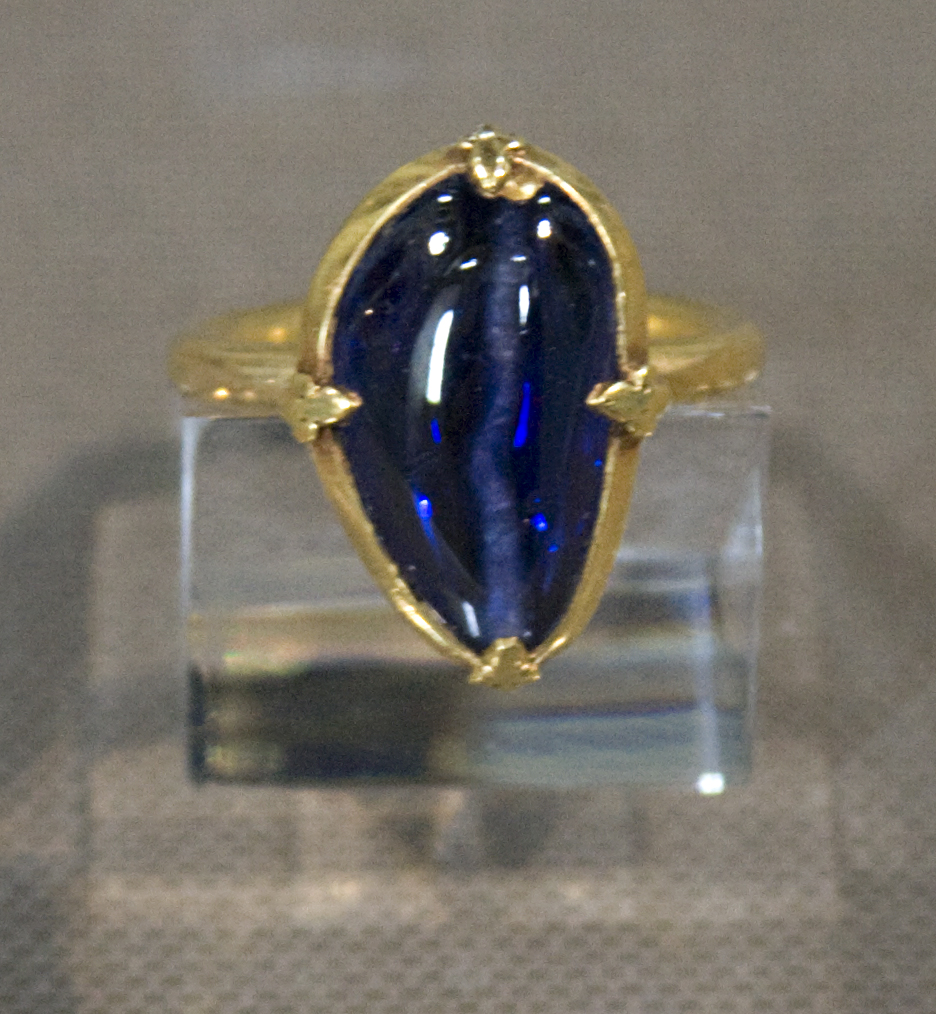
Bischofsring von Henry Woodlock

Nach dem Tod von Bischof Pontoise im Dezember 1304, zu dem Woodlock offensichtlich ein gutes Verhältnis gehabt hatte, konnten die Mönche des Kathedralpriorats in einer wirklich freien Wahl einen neuen Bischof wählen. Da der Papststuhl vakant war und König Eduard I. durch den Krieg mit Schottland in Nordengland gebunden war, griffen ausnahmsweise weder Papst noch König in die Wahl des Bischofs der reichen Diözese Winchester ein. Rasch und offenbar ohne Widerstand wurde Woodlock in einer zwischen dem 23. Dezember 1304 und dem 29. Januar 1305 stattgefundenen Wahl zum neuen Bischof gewählt. Am 10. März wurde die Wahl von Erzbischof Winchelsey bestätigt, am 12. März wurden Woodlock die Temporalien der Diözese übergeben und am 30. Mai wurde er in Canterbury zum Bischof geweiht.
Als Bischof gewann Woodlock rasch ein gutes Verhältnis zu König Eduard I. Er wurde zu fast allen Parlamenten geladen. Im April und Anfang 1306 waren Eduard I. und Königin Margarethe in Wolvesey, dem Palast des Bischofs zu Gast. Woodlock las auch das Evangelium während der Beisetzung des Königs im Oktober 1307 in Westminster Abbey. Da Erzbischof Winchelsey noch im Exil war, beauftragte ihn dieser, im Februar 1308 Eduard II. zum neuen König zu krönen. Danach war Woodlock jedoch nur selten zu Gast am Hof des Sohns und Nachfolgers von Eduard I. und bezeugte nur relativ wenig von dessen Urkunden. Er gehörte jedoch auch nicht zu den Lords Ordainer, die auf Druck einer Adelsopposition 1310 bestimmt wurden, um ein Reformprogramm für die Herrschaft des Königs auszuarbeiten. Im August 1311 reiste er nach Frankreich, um am Konzil von Vienne teilzunehmen. Im Juli 1312 kehrte er nach England zurück. Während seiner Abwesenheit war der königliche Günstlings Piers Gaveston von einigen Mitgliedern der Adelsopposition ermordet worden. Woodlock hatte gute Beziehungen zu Gavestons Familie und unterstützte anscheinend den König bei den anschließenden Verhandlungen, die zu einem Ausgleich zwischen ihm und den Baronen führten. Als einer von nur fünf Bischöfen nahm er am 3. Januar 1315 an der feierlichen endgültigen Beisetzung von Gaveston in Kings Langley teil. 1313 bat ihn Eduard II. zur Lage in der dem König gehörenden Gascogne um Rat, und im Juli 1314 bestätigte der König, dass er Woodlock und den Mönchen des Kathedralpriorats £ 400 schuldete.

## Wirken als Bischof
Mehrere Wochen im Jahr hielt sich Woodlock in seinem Gut in Marwell auf, wo er Freunde empfing oder jagte. Zwar kann nicht genau ermittelt werden, inwieweit Woodlock sich selbst um die Verwaltung seiner Diözese kümmerte, doch im Allgemeinen handelte er offensichtlich verantwortungsbewusst. Während seiner Amtszeit erfolgten eine Reihe von Sparmaßnahmen, um die Finanzen der Diözese zu sanieren. Er verhinderte die Zusammenlegung, aber auch die Zersplitterung von Pachtbesitz, sorgte aber auch dafür, dass die Ländereien des Bischofs verpachtet wurden. Während seiner Amtszeit erhielten Bedienstete auf den bischöflichen Gütern eine feste Bezahlung anstelle der bisherigen Belieferung mit Brotgetreide, dazu wurden mehrere Beamte entlassen und die bischöflichen Wälder wirtschaftlicher verwaltet. Die Schafhaltung auf den bischöflichen Gütern wurde intensiviert, als die Wollpreise anstiegen, aber auch in die Instandhaltung der Güter wurden beträchtliche Beträge investiert. In einem Prozess gegen die Vögte von Southampton, der sich von November 1312 bis Mai 1316 hinzog, konnte Woodlock erfolgreich durchsetzen, dass seine Pächter von Zöllen der Stadt weiterhin befreit blieben und dass die Stadt Schadensersatz leisten musste. Durch all diese Maßnahmen erzielte die Diözese während Woodlocks Amtszeit mehrmals Einkünfte von mehr als £ 6000 pro Jahr.
Woodlock nahm persönlich an mehreren Priesterweihen teil. In zahlreichen Klöstern seiner Diözese führte er Visitationen durch, und dazu erließ er für die Geistlichen zahlreiche Regeln und Vorschriften. Anderseits förderte er durchweg seine Familie. Mehrere Benefizien vergab er an Mitglieder seiner Familie, von denen manche sogar mehrere Pfründen innehatten. 1314 sorgte er dafür, dass sein Neffe Sir Roger Woodlock eine einträgliche Vormundschaftsverwaltung erhielt. Freie Ländereien des bischöflichen Gutes von Marwell verpachtete er an Mitglieder seiner Familie, die diesen Besitz so ausbauen konnte, dass er 1365 erstmals als Marwell Woodlock bezeichnet wurde.
Wegen seiner schlechten Gesundheit ließ Woodlock sich ab Anfang 1315 als Bischof regelmäßig vertreten. Nach seinem Tod wurde er in der Kathedrale von Winchester beigesetzt, für die er auch ein neues Chorgestühl hat anfertigen lassen. Vor 1809 wurde seinem Grab der aufwändig gearbeitete Bischofsring entnommen, der einen in Gold gefassten blauen Saphir enthält und im Winchester Cathedral Museum ausgestellt ist.